# حلقة تسويق مغلقة
تشير حلقة التسويق المغلقة إلى حلقة ثنائية الاتجاه من المراسلات مع العميل. يتم إرسال رسائل التسويق والمواد الترويجية إلى العميل بناءً على دراسة متأنية لما يفضله العميل أو ما يمكن للعميل الوصول إليه. وفقًا للبيانات التي يتم تجميعها في فترة التفاعل معه، تبدأ عجلة التطوير في الدوران فعلى سبيل المثال تعد المعرفة الوطيدة بالعميل وبما يفضله سبيلاً لتحسين جودة الرسائل المرسلة له أو محتواها بما يرقى بالتفاعل المستقبلي معه.
وحلقة التسويق المغلقة لا تعنى بالأجهزة. إنما تعنى ببناء العلاقات مستخدمة البيانات التي يتم تجميعها من خلال التفاعل مع العملاء بمساعدة العديد من قنوات الاتصال بما يدعم الارتقاء المستمر بالعلاقات. ويكون اختيار قناة التواصل و/أو الأداة التي توصلنا لقناة التواصل هذه بناءً على ما يفضله العميل و/أو يستقبله. أما الميزة الأخرى لحلقة التسويق المغلقة فهي الارتقاء بقاعدة بيانات العملاء وإعادة تصنيف فئات العملاء بما في ذلك السمات السلوكية لهم.
وحلقة التسويق المغلقة يمكن أن تعمل على مستويات مختلفة من التعقيد. لكن على وجه الدقة، ترتبط بيانات العميل (CRM، SFA) ببرنامج إدارة المحتوى بما يسمح لهذا العميل أو هذه الفئة من العملاء أن يصل إلى المحتوى. وكلما زادت المعرفة عن العميل، زادت أهمية المحتوى بناءً على قدرتنا على التكيف مع القناة أو المحتوى أو الرسالة أو أي أوجه تفضيل أخرى.
ويمكن لأي محور معلومات مركزي أن يخزن البيانات بما في ذلك المحتوى الذي تم تقديمه ومدته ومدى تكراره وقدم لأي عميل ورأي العميل  وردوده على الدراسات الاستقصائية ومن ثم ننقر تدفق البيانات. ويمكن أن يخزن محور المعلومات المزيد من البيانات حول المبيعات والحصة السوقية ونمو المبيعات. وسوف تقارن التحليلات بين مجموعات البيانات للتوصل إلى السبب والنتيجة بما يسمح بالتوصية بالتصويبات المطلوبة في النهج المستقبلي. 
وتفاعلات العملاء مع حلقة التسويق المغلقة قد تتضمن واحدة أو أكثر من القنوات مثل التعامل وجهًا لوجه والتعامل عن بعد وeDetailing، الاطلاع على المواقع ذات الصلة والمكتبات ذات المحتوى الذي يخدم فيه القارئ نفسه بنفسه ومراكز الاتصال والتعامل عن طريق الإنترنت.
وتستخدم العديد من الأجهزة منها أي باد، أندرويد، والحاسوب اللوحي (نظام تشغيل ويندوز)، والحاسوب المحمول، والأي فون، والمساعد الرقمي الشخصي و الهواتف الذكية.
وعندما يتم الاستعانة بالمعلومات الدقيقة التي توصلنا إليها من خلال التفاعل مع العملاء لإحداث تغيير في نهج المبيعات والتسويق بما يرقى بالتفاعل المستقبلي مع العميل يتم حينها غلق الحلقة. أما حلقات التسويق المستمرة  فهي عندما تحدث التحسينات بصفة مستمرة بدلا من أن تكون لمرة واحدة فقط أما التسويق المتعدد القنوات فهو حلقة التسويق المغلقة ذات القنوات المتعددة المترابطة.